# SP Tableware
A SP Tableware (código UCI: SPT), foi uma equipa ciclista grega profissional de categoria Continental desde 2009 ao 2014.

## Material ciclista
Os provedores do material ciclista utilizado pela equipa na temporada de 2012 foram:
- Bicicletas: Ideal
- Componentes: Scicon
- Equipamento: SGS

Em 2914 passou a usar bicicletas Eddy Merckx.
Anteriormente durante o seu primeiro ano como profissional utilizou bicicletas Fondriest.

## Sede
Teve a sua sede em La Canea (3, N.ionias Str. 73300).

## Classificações UCI
A partir de 2005 a UCI instaurou os Circuitos Continentais da UCI, onde a equipa está desde que se criou em 2009, registado dentro do UCI Europe Tour. Estando nas classificações do UCI Africa Tour Ranking e UCI Europe Tour Ranking. As classificações da equipa e do seu ciclista mais destacado são as seguintes:
| Ano                     | Classificação por equipas | Melhor corredor na classificação individual | Posição |
| 2008-2009 (Africa Tour) | 30.º                      | Ioannis Tamouridis                          | 55.º    |
| 2008-2009 (Europe Tour) | 60.º                      | Alekséi Shchebelin                          | 143.º   |
| 2009-2010 (Europe Tour) | 55.º                      | Ioannis Tamouridis                          | 152.º   |
| 2010-2011 (Europe Tour) | 41.º                      | Ioannis Tamouridis                          | 25.º    |
| 2011-2012 (Africa Tour) | 5.º                       | Ioannis Tamouridis                          | 31.º    |
| 2011-2012 (Europe Tour) | 42.º                      | Ioannis Tamouridis                          | 100.º   |
| 2012-2013 (Africa Tour) | 7.º                       | Víctor de la Parte                          | 24.º    |
| 2012-2013 (Europe Tour) | 61.º                      | Geórgios Boúglas                            | 259.º   |
| 2012-2013 (Asia Tour)   | 42.º                      | Víctor de la Parte                          | 95.º    |

## Palmarés
Para anos anteriores, veja-se Palmarés da SP Tableware

### Palmarés de 2014

#### Circuitos Continentais da UCI
| Datas       | Circuito                   | Carreiras                   | Ganhador           |
| 13 de março | UCI Asia Tour de 2013-2014 | 4.ª etapa do Tour de Taiwan | Ioannis Tamouridis |

#### Campeonatos nacionais
| Datas       | Carreiras                       | Ganhador         |
| 28 de junho | Campeonato da Grécia em Estrada | Geórgios Boúglas |

## Modelos
Para anos anteriores, veja-se Elencos da SP Tableware

### Elenco de 2014
| Nome                            | Nascimento | Nacionalidade | Equipa de 2013            |
| Apostolos Bouglas               | 16/03/1989 | Grécia        | SP Tableware Cycling Team |
| Geórgios Boúglas                | 17/11/1990 | Grécia        | SP Tableware Cycling Team |
| Antoniadis Dimitrios            | 29/07/1992 | Grécia        | Neoprofissional           |
| Periklis Ilias                  | 26/06/1986 | Grécia        | SP Tableware Cycling Team |
| Panagiotis Karabinakis          | 26/04/1993 | Grécia        | Neoprofissional           |
| Georgios Karatzios              | 07/11/1990 | Grécia        | SP Tableware Cycling Team |
| Neofytos Sakellaridis Magkouras | 31/01/1989 | Grécia        | SP Tableware              |
| Vasileios Simantirakis          | 01/03/1989 | Grécia        | SP Tableware Cycling Team |
| Ioannis Tamouridis              | 03/06/1980 | Grécia        | Euskaltel Euskadi         |